# América Móvil
América Móvil, S.A.B. de C.V. — мексиканська телекомунікаційна корпорація зі штаб-квартирою в Мехіко, Мексика. Це 7-й найбільший оператор мобільного зв'язку у світі за кількістю абонентів (на 2024 рік), а також одна з найбільших корпорацій у світі. América Móvil входить до Forbes Global 2000. Станом на 31 грудня 2023 року América Móvil мала 310,1 мільйона бездротових абонентів і 73,7 мільйона одиниць, що генерують дохід з дротовим підключенням («RGU», що складається зі стаціонарних телефонів, підключень Інтернету і платного телебачення.

## Компанія
Світова штаб-квартира компанії розташована в Мехіко, Мексика. Її мексиканська дочірня компанія Telcel є найбільшим оператором мобільного зв'язку в цій країні, її частка ринку перевищує 70 %. Компанія працює через свої дочірні компанії Claro у багатьох країнах Латинської Америки та Карибського басейну, серед яких Домініканська Республіка, Коста-Рика, Еквадор, Колумбія, Сальвадор, Гватемала, Гондурас, Нікарагуа, Перу, Аргентина, Уругвай, Чилі, Парагвай, Пуерто-Ріко, Колумбія та Еквадор. У Бразилія вона також управляє Claro та іншими дочірніми компаніями Embratel. Вона володіла 14,86 % акцій KPN в Нідерландах і робила заявку на 100 % акцій. Ця заявка була невдалою. Група також повністю консолідувала Telekom Austria Group у своїй фінансовій звітності, володіючи 51,0 % її акцій і використовуючи австрійського оператора для розширення європейської мережі América Móvil.
Станом на грудень 2010 компанія входила до четвірки найбільших телекомунікаційних компаній світу і могла похвалитися 290 000 кілометрів оптоволоконного кабелю, що робило її найбільшою в інфраструктурі.
Станом на 2012 рік América Móvil зареєструвала річний прибуток у розмірі $5 млрд. З активами понад 67 мільярдів доларів (станом на 2012 рік), компанія була найбільшою компанією в Мексиці за активами, а Banorte дуже близько відставала від них з активами понад 59 мільярдів доларів (станом на 2012 рік). З ринковою вартістю понад 93 мільярди доларів (станом на 2012 рік), компанія була найдорожчою в Мексиці, більше, ніж три наступні найдорожчі компанії разом узяті.